# Parque natural de las Hoces del Río Duratón
El parque natural de las Hoces del Río Duratón es un paraje protegido que comprende el entorno de las hoces que este río tiene en su tramo medio. Estas son el cañón que el Duratón, afluente del río Duero, ha excavado en una zona de roca caliza entre las localidades de Sepúlveda y Burgomillodo (anejo de Carrascal del Río), al noreste de la provincia de Segovia (Castilla y León, España).
Este paraje, constituido por el curso medio del Duratón, fue declarado parque natural el 27 de junio de 1989 por las Cortes de Castilla y León, integrándose con los espacios protegidos de esa comunidad, declaración hecha en atención a la importancia de sus ecosistemas naturales y valores paisajísticos. La colonia de buitres leonados establecida en el área protegida está considerada como la mayor de Europa, tanto por su número, 575 parejas censadas en el año 2003, como por su nivel reproductivo. Esta colonia se ha convertido en uno de los principales atractivos del parque.
La declaración de parque natural se hizo, tal y como señala la propia ley, para: 

Contribuir a la conservación de su gea, fauna, flora, aguas y, en definitiva, de sus ecosistemas naturales y valores paisajísticos en armonía con los usos y aprovechamientos agrarios tradicionales y con el desenvolvimiento de actividades educativas, científicas, culturales, recreativas, turísticas o socioeconómicas compatibles con la necesaria protección del espacio.

Las hoces del río Duratón fueron clasificadas como Zona de Especial Protección para las Aves (ZEPA) quedando integradas en la Red Natura 2000 en abril de 1991 y se declararon como Lugar de Importancia Comunitaria (LIC) en enero de 1998. Desde el año 2004 la gestión del parque se realiza mediante el Proyecto LIFE, un programa de actuación específico de la Unión Europea, en cuyo marco se llevan a cabo diferentes actuaciones de mantenimiento y recuperación así como la búsqueda de un desarrollo sostenible de los recursos del mismo. Una de las finalidades del proyecto LIFE es contribuir al desarrollo de un modelo de gestión para la futura Red Natura 2000.
El parque ocupa una superficie de 5037 hectáreas que se extiende en terrenos de los municipios de Sepúlveda, Sebúlcor y Carrascal del Río, todos de la provincia de Segovia. Junto a la riqueza natural que guarda hay un importante patrimonio cultural que hacen del mismo un destino turístico y de ocio importante. Destaca la ermita de San Frutos y el monasterio de Nuestra Señora de la Hoz.

## Descripción y accesos
El río Duratón discurre durante 27 km encajonado en el cañón que ha excavado en el sustrato calizo. En el último tercio de este recorrido traza cerrados meandros que reafirman la excavación propiamente dicha. Las paredes, que alcanzan los 100 m de altura en algunos puntos (en algunas publicaciones aparece la cifra de 70), sirven de lugar de nidificación a muchas especies de aves, pero la relevancia fundamental se la llevan los buitres leonados que se han convertido en uno de los principales atractivos del parque.
La superficie del parque natural de las Hoces del Río Duratón es de 5037 hectáreas, siendo el eje del mismo el cauce del propio río. El parque está situado entre la villa de Sepúlveda y el embalse de Burgomillodo. Integra territorio perteneciente a los municipios segovianos de Sepúlveda, Sebúlcor y Carrascal del Río, quedando los núcleos urbanos de Villaseca y Villar de Sobrepeña dentro de los límites del espacio protegido, pero excluidos del mismo. Las poblaciones de Castrillo de Sepúlveda, Aldeahuela, San Miguel de Neguera (ya abandonado), Hinojosa del Cerro y Corral del Duratón también tienen parte en él. Se ha establecido una zona de especial protección en una franja de 400 m a ambos lados del cauce del Duratón tal y como recoge el artículo 2.2 de la ley de creación del parque natural.
Las características orográficas que se dan en este espacio protegido hacen que se distingan tres ambientes o biotopos diferentes. La parte alta está ocupada por el páramo en donde abundan los bosques de sabinas y enebros que han sido muy afectados por la intervención del hombre. Existen también poblaciones de pinos resineros asentadas sobre sustrato arenoso. El fondo del cañón, a excepción de la zona inundada por el embalse, está ocupado por un bosque de ribera compuesto por sauces, chopos y alisos entre otras especies. Las paredes de los cortados rocosos dan sustento a una vegetación rupícola, propia de la roca, adaptada a la escasez de suelo y agua. Estos tres ambientes diferentes dan cobijo a una rica fauna en la que tienen especial relevancia las aves.

### Accesos
El acceso al parque natural desde Sepúlveda se realiza por un tramo por la carretera SG-232, que la une con la capital de la provincia. A pocos kilómetros parte a la derecha la pequeña carretera local SG-V-2323 hacia Villar de Sobrepeña. Pasando esta localidad se llega a una intersección con la SG-241 por la que se continúa a la derecha para cruzar el río y llegar a Villaseca, desde donde parte la visita más típica del parque, el balcón sobre la hoz junto a la ermita de San Frutos. A la presa de Burgomillodo se accede desde Navalilla que se halla en la carretera CL-603 si se va desde el sur y desde Hinojosas del Cerro desde el norte.

### Límites

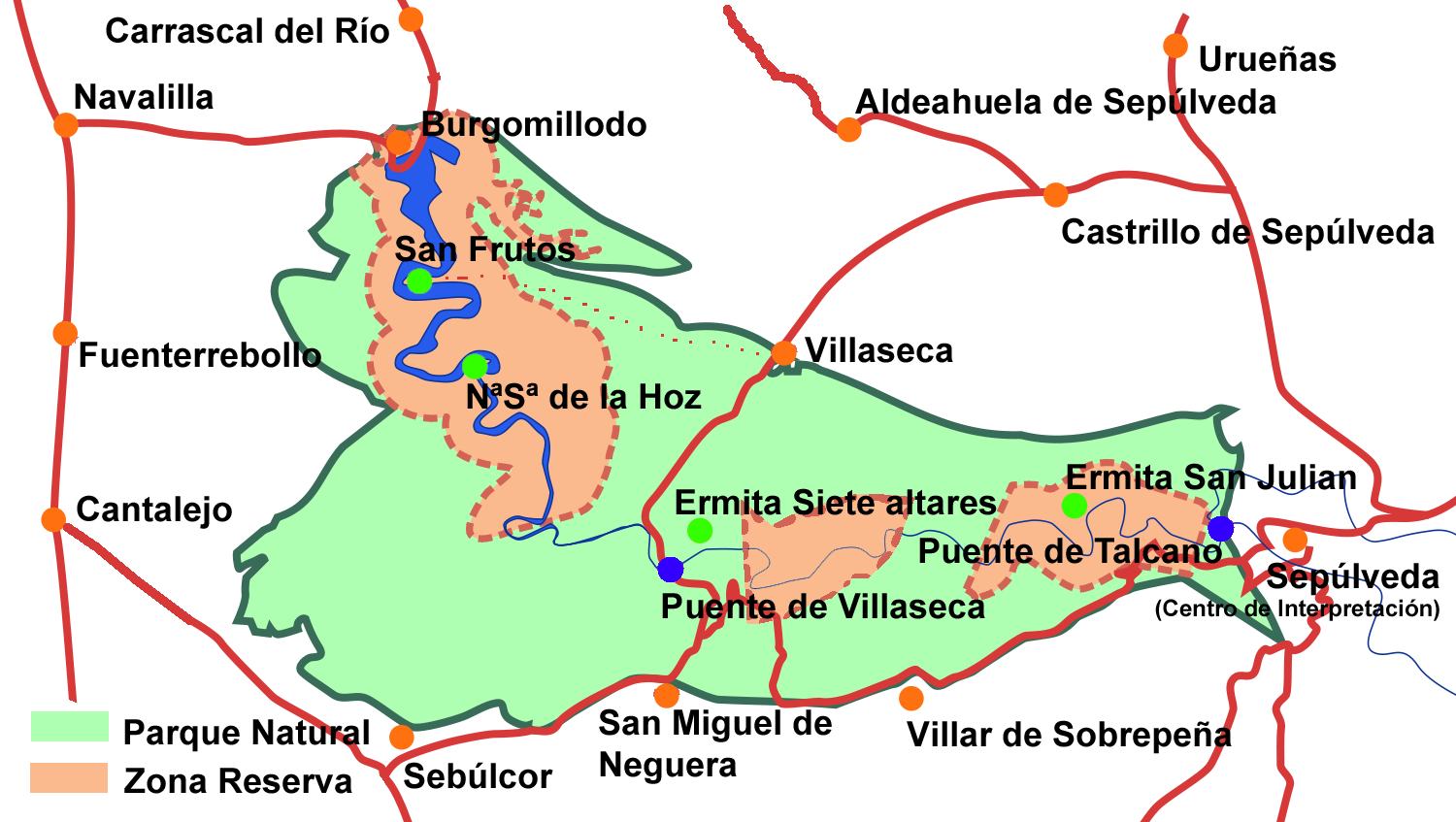
Mapa del parque

El parque natural se extiende por terrenos de los municipios de Sepúlveda, Sebúlcor y Carrascal del Río, todos ellos de la provincia de Segovia (Ley 5/1989 Art 2.1 y Anexo de la Ley). Los límites geográficos del parque, del que quedan excluidos los núcleos urbanos Villaseca y Villar de Sobrepeña, son:
Por el norte
Desde el cruce de la carretera SG-242 (de Sepúlveda a Peñafiel) con la línea divisoria de los términos municipales de Sepúlveda y Castrillo hasta el cruce del camino de Villaseca con el que va a la ermita de San Julián. Por el camino de Villaseca a Sepúlveda hasta Villaseca. Sigue el camino hasta Villaseca y de allí, por el camino a la ermita de San Frutos, hasta el cruce con la línea de término de los municipios de Carrascal del Río y Villaseca. Continúa por ella hasta el cruce con el camino de Hinojosa a Burgomillodo.
Por el oeste
Desde el punto anterior se sigue hasta la presa del embalse de Burgomillodo y luego, bordeando el pastizal del lado izquierdo, se sigue por el camino de Burgomillodo a Fuenterrebollo, hasta el cruce con el que va al Enebral y siguiendo éste hasta la línea divisoria entre los municipios de Carrascal del Río y Fuenterrebollo.
Por el sur
Siguiendo la línea divisoria de los municipios de Carrascal del Río y Fuenterrebollo, se continúa por la demarcación entre Sebúlcor y Fuenterrebollo hasta llegar al monte llamado U. P. Número 213, que se bordea y se llega hasta el kilómetro 5,5 de la carretera de Cantalejo a Sepúlveda, cerca de Sepubol. Posteriormente, sigue unos 1,5 km para trazar una línea recta que se interseca otra vez con dicha vía en el kilómetro 11. Se continúa hasta el km 15 y de allí, pasando por el vértice geodésico del redilón continúa hasta el cruce de entrada a Sepúlveda.
Por el este
Desde el cruce se sigue la línea hasta la desembocadura del río Caslilla con el río Duratón siguiendo el cauce de éste a una distancia de 50 metros hasta que se llega a la vaguada que al final converge con el río.

## Geología
El parque natural de las Hoces del río Duratón se encuentra ubicado en el Macizo de Sepúlveda lindando al oeste con la comarca de Tierra de Pinares y al noreste con la de Serrezuela de Pradales. Está entre dos unidades relevantes del relieve de la península ibérica, el Sistema Central, cordillera de litología silícea, y la Submeseta Norte, planicie que desciende hacia el Duero formada principalmente por materiales terciarios.
Las cotas máximas se hallan en las cumbres de los montes Otero de 1176 m de altitud, Alto de las Cejas de 1118 m de altitud y Castillejo de 1176 m de altura. Mientras que la cota mínima está en Pradillos de Burgomillodo con 844 m de altitud. Las Hoces están formadas principalmente por calizas y dolomías, con presencia de arenas secundarias puntualmente y de arenas detríticas.
El paisaje del parque es el resultado de un conjunto de varios procesos producidos durante millones de años, entre los que la erosión ha sido el más importante.
El río Duratón ha excavado las Hoces en la roca caliza, la cual se formó en la Era Mesozoica, hace unos 140 millones de años, debido a los sedimentos que se fueron acumulando en el mar que en aquella época ocupaba la actual península ibérica. Antes, hace unos 600 millones de años, se habían producido sedimentos de arcillas y limos que, sometidos a un proceso de presión, dieron lugar a rocas metamórficas de granito y gneis que fueron la base de la posterior acumulación caliza. 
Posteriormente (de 350 a 250 millones de años) se produjo la desecación de ese mar y la formación de un macizo que se erosionó, formando una penillanura (de 250 a 230 millones de años) la cual se volvió a cubrir con las aguas que formaron el llamado mar de Tetis (de 230 a 60 millones de años) donde se produjeron las acumulaciones cálcicas que dieron lugar al terreno que luego sería erosionado por el Duratón.

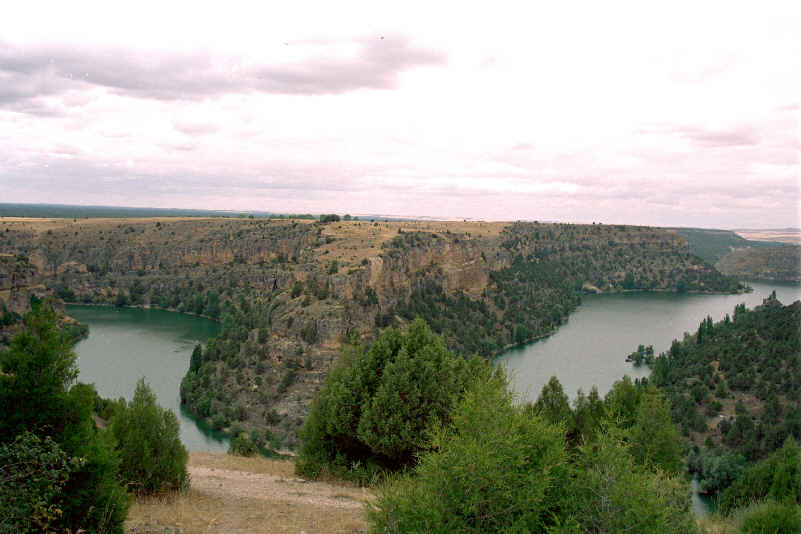
Hoces del Duratón en el entorno de la ermita de San Frutos

El mar de Tetis se desecó debido al alzamiento de la placa tectónica Ibérica hace unos 50 millones de años, dejando en la superficie las roca calizas y dolomías cretácicas. Posteriormente (de 60 a los 25 millones de años), en el contexto de la orogenia alpina, se fracturó la base de granito y gneis y, como consecuencia de esto, se produjeron diferentes pliegues en rodilla (una muestra de ellos es el conocido como Silla del Caballo, en Sepúlveda). A partir de ese momento comenzó la erosión ayudada por un episodio climático árido que fue rebajando las formas plegadas, y conformando una superficie de erosión, que es la que conforma la paramera, a finales del Terciario.
Desde entonces hasta la actualidad el río Duratón se ha ido adaptando a los diferentes accidentes geográficos y fallas que conforman el terreno, encajonándose en el cañón que forma en la roca caliza. Este encajonamiento se debe, fundamentalmente, a la acción erosiva del agua unida a la fracturación de la roca; y apoyado por los procesos de karstificación.
De su proceso de encajonamiento se pueden observar algunos restos como paleocauces, antiguos cursos fluviales colgados sobre el valle y que adoptan la forma de hombreras; y valles colgados (no funcionales) de los antiguos afluentes del Duratón que han quedado inactivos a causa de los procesos de infiltración y karstificación de sus aguas.
La roca caliza ha sido erosionada por efecto de los agentes atmosféricos, especialmente por el agua, formándose las estructuras que hoy se aprecian. Está acción comenzó en el periodo Cuaternario con el encajamiento de la red hidrográfica actual. Así comenzaron a formarse los valles y la deposición de sedimentos en terrazas fluviales y la acumulación de depósitos detríticos coluviales. Junto a la mole caliza en la que la erosión ha labrado las Hoces se han generado grandes masas de arena procedente del desmantelamiento del Sistema Central por acción de la erosión fluvial en la parte oeste del parque. Los arenales cubren una extensión de 1534 km². Esta arena se ha visto afectada por la acción eólica que la ha extendido por toda la Tierra de Pinares y ha formado pequeñas dunas. El color dominante es ocre sobre manchas rojas procedentes de la erosión kárstica.
El río Duratón ha excavado un cañón de fondo plano con altos escarpes, que en algunos puntos alcanzan los 100 m de altura. En estas paredes se abren diferentes cavidades, las balmas que se forman al erosionarse capas blandas de terreno que quedan bajo otras más duras, que han sido utilizadas por el hombre para muchos fines, entre ellos el de la vivienda, también han sido utilizadas por la fauna y en especial por los buitres para realizar sus nidos. Además del actual cañón son reseñables ciertos elementos geomorfológicos como el meandro abandonado (que ha dejado de formar parte del cauce del río) que está a la salida de Sepúlveda, el plegamiento en rodilla que pasa por la población y los barrancos que desembocan en el cañón, algunos de los cuales quedan colgados sobre el mismo.

### El proceso kárstico
El proceso kárstico se produce por la combinación del agua, bien procedente de la lluvia o de los ríos, con el dióxido de carbono (CO2) de la atmósfera. Esta combinación da lugar al ácido carbónico que disuelve las rocas calizas y dolomíticas. Este proceso ha formado todo un complejo de cavidades, conductos, grietas, cuevas y simas que han conformado el actual paisaje del espacio protegido. 
En las Hoces la mayor parte de los procesos kársticos son endokársticos (que tienen lugar en el interior de la roca), aunque se encuentran en la superficie de erosión algunas formas exokársticas (producidas en la superficie) como los lapiaces. El karst es un fenómeno vivo que siempre está activo, conformando diariamente el paisaje.
La formación del cañón se explica por un conjunto de procesos. El río elabora un cauce superficial al mismo tiempo que las aguas que se filtran a través de la permeabilidad de la roca caliza va formando una galería subterránea, llegado un momento y en función de la fracturación, la galería se hunde y se rebaja el fondo. Las laderas se ven alteradas y los agentes erosivos las fueron suavizando mediante procesos periglaciales. En el nuevo cauce se repite el proceso anterior ahondándose el cañón. En la paramera el proceso kárstico tiene especial reflejo en las dolinas, depresiones geológicas, que se producen por la filtración del agua en los terrenos constituidos por margas.

## Clima
El ámbito geográfico en el que se ubican las hoces cuenta con un clima mediterráneo continentalizado que se caracteriza por veranos cálidos y secos e inviernos fríos. El mes más cálido es el de julio y el más frío el de enero. Las estaciones intermedias de primavera y otoño mantienen unas temperaturas suaves con un régimen de precipitaciones más o menos lluvioso. La temperatura media anual se sitúa en 10 °C y la precipitación media anual es de 568,2 mm.
Los factores topográficos existentes en las hoces y la diferencia entre la zona superior y el fondo del valle, hace que se cree un microclima local mucho más suave y húmedo, resguardado de los vientos y con menos horas de sol en el fondo de la hoz.

## Vegetación y fauna
Las características morfológicas de las hoces, por las que se dan diferencias sustanciales entre unas zonas y otras, han redundado en una rica diversidad de biotopos. Los diferentes tipos de vegetación cobijan diferente fauna, pero los cortados, con sus cuevas y oquedades, son donde se asientan los lugares de nidificación de las aves que han hecho famosas las Hoces.

### Vegetación
En el área protegida se dan diferentes hábitats debido a las diferencias climáticas y de suelo existentes. Se distinguen tres zonas diferentes y determinadas, la paramera en la zona superior, el bosque de ribera a la orilla del río y los cortados. Se han registrado 572 especies de flora.

#### La paramera
La zona paramera, que ocupa la mayor parte de la superficie del parque, se ubica en la zona superior, donde el suelo es seco y pobre. En él abundan formaciones de sabinas albares, enebro común y enebro de la miera que se complementan con tomillares, aulagas, salvias, espliegos y matorral que dominan las áreas despejadas.
Estos sabinares han sido muy afectados por la acción humana y se han visto sustituidos por los tomillares y aulagares que han llegado a conformar una pseudo-estepa. En algunas áreas, particularmente en el cuadrante suroccidental, hay plantaciones de pino resinero destinados al aprovechamiento de la resina, aunque hoy prácticamente están abandonados. Estas plantaciones están asentadas sobre acumulaciones de arenas de origen eólico y cumplen con la función de fijarlas.

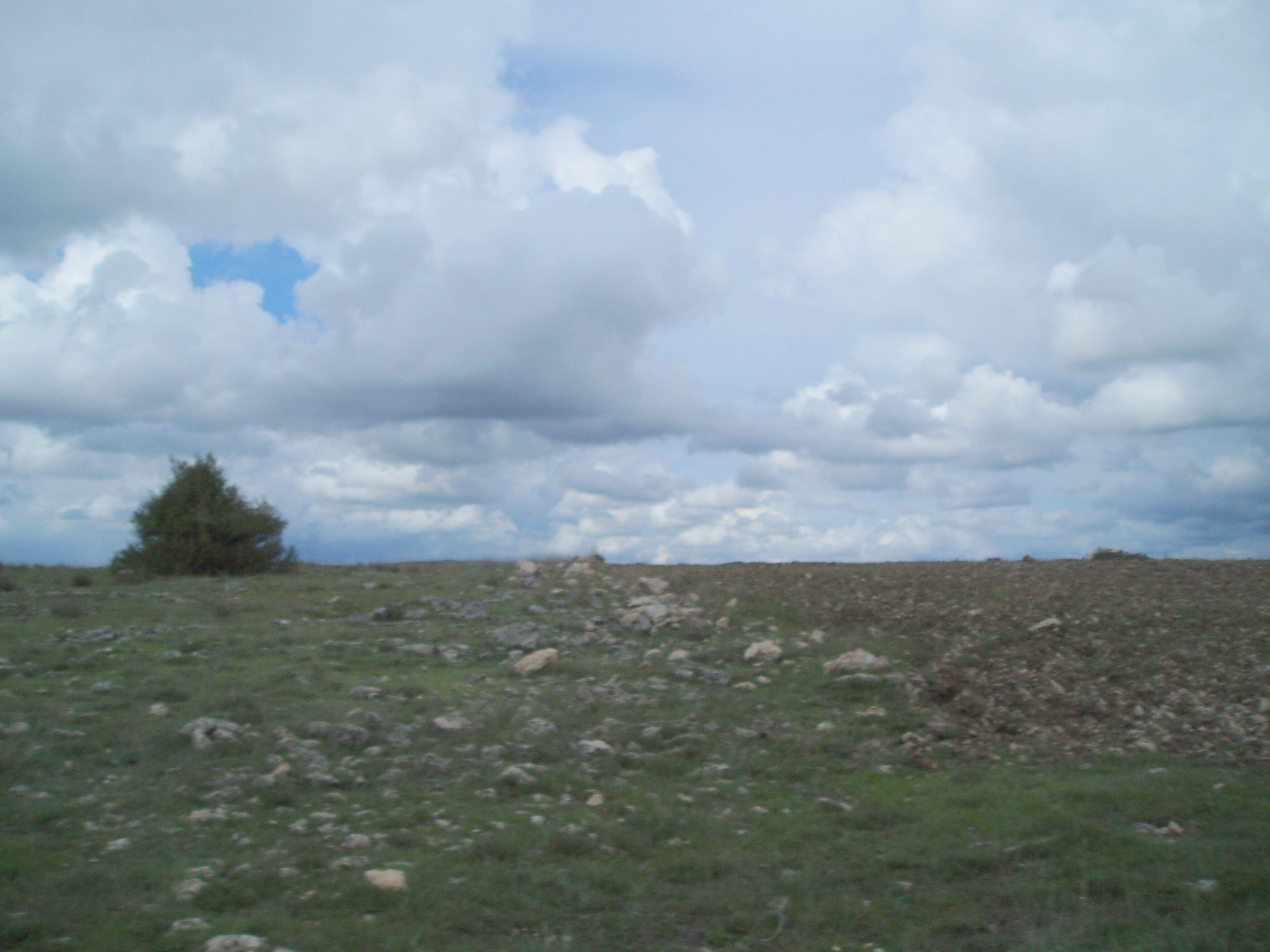
Paramera
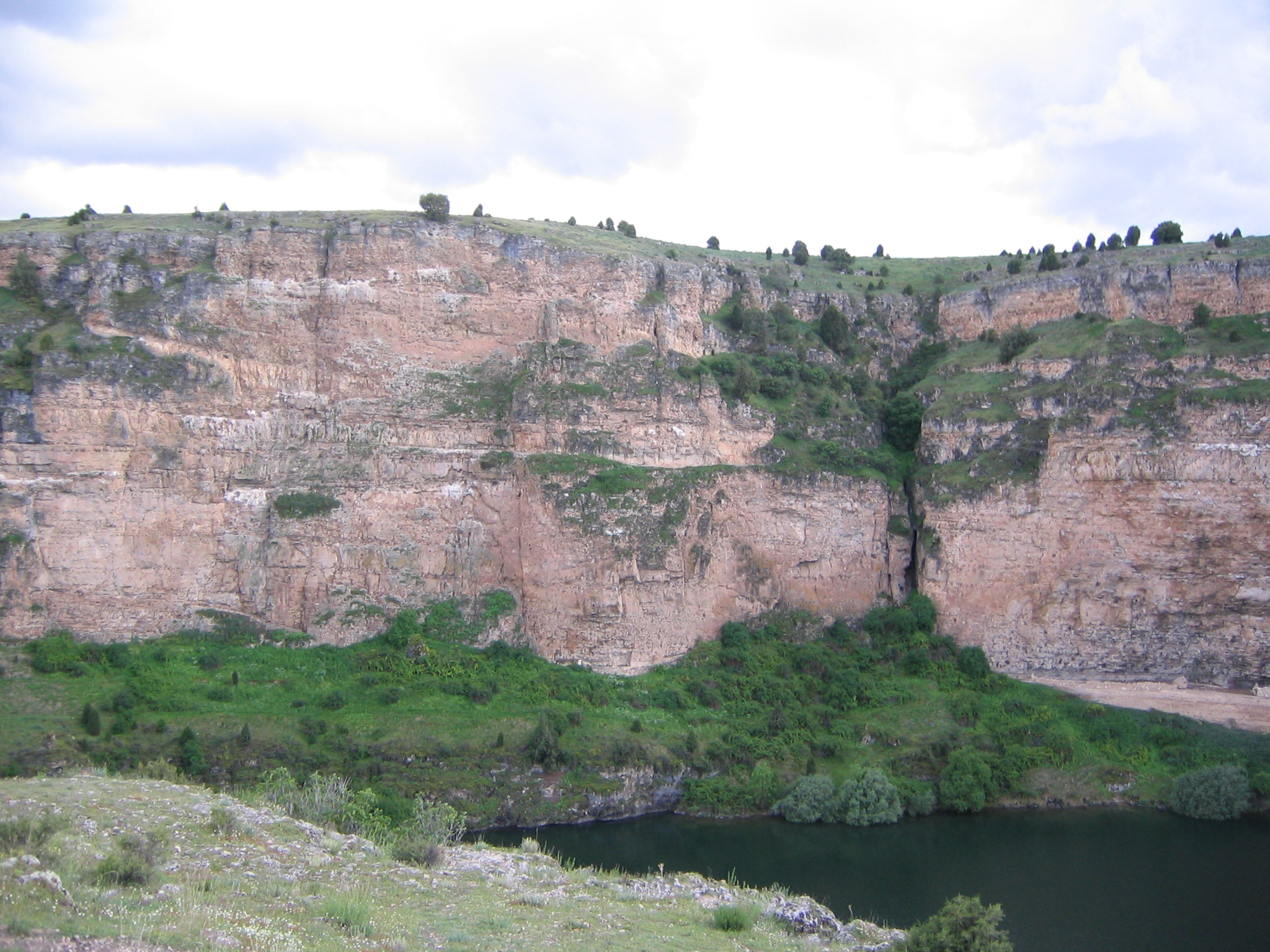
Cortado
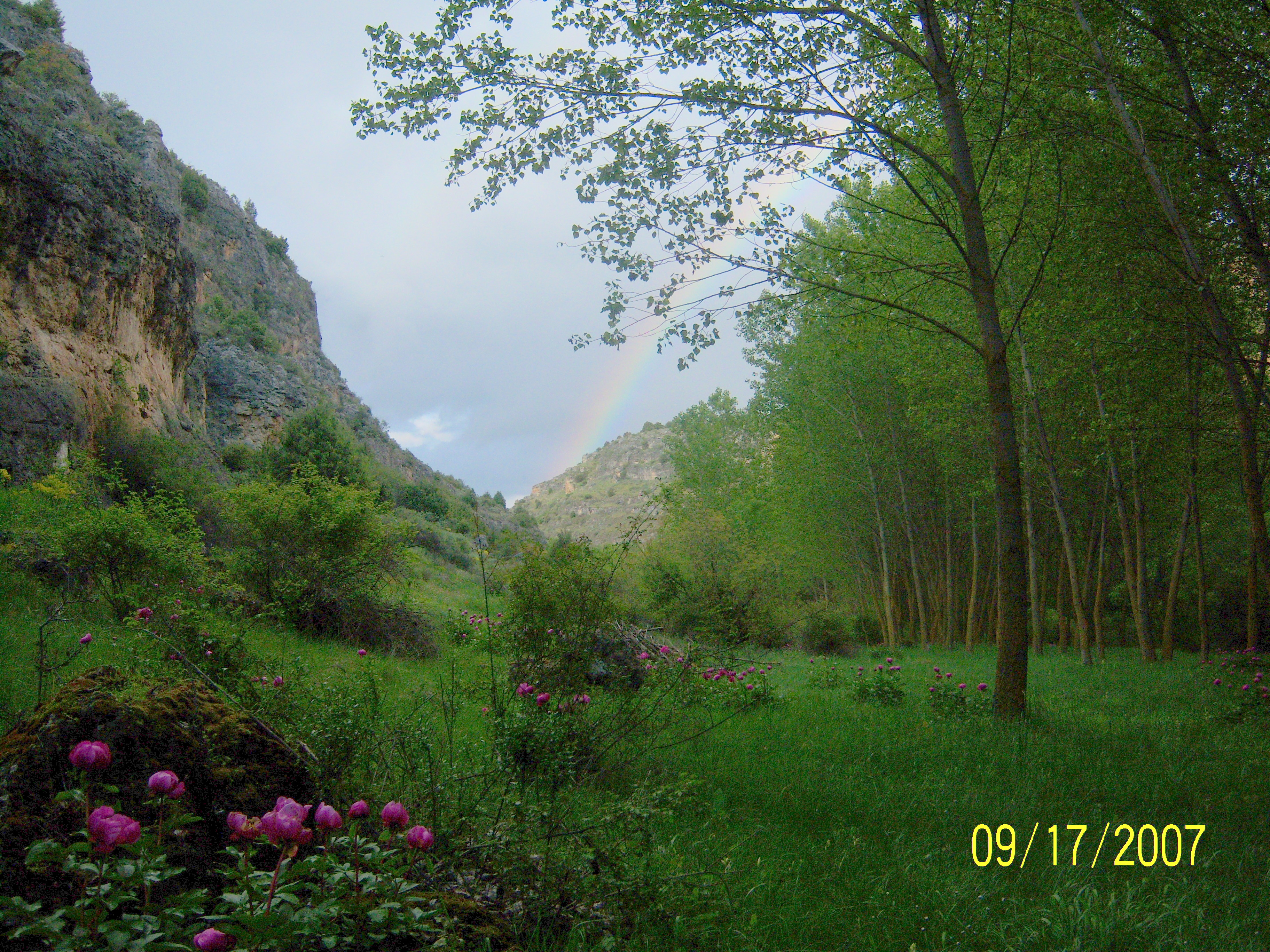
Fondo del cañón
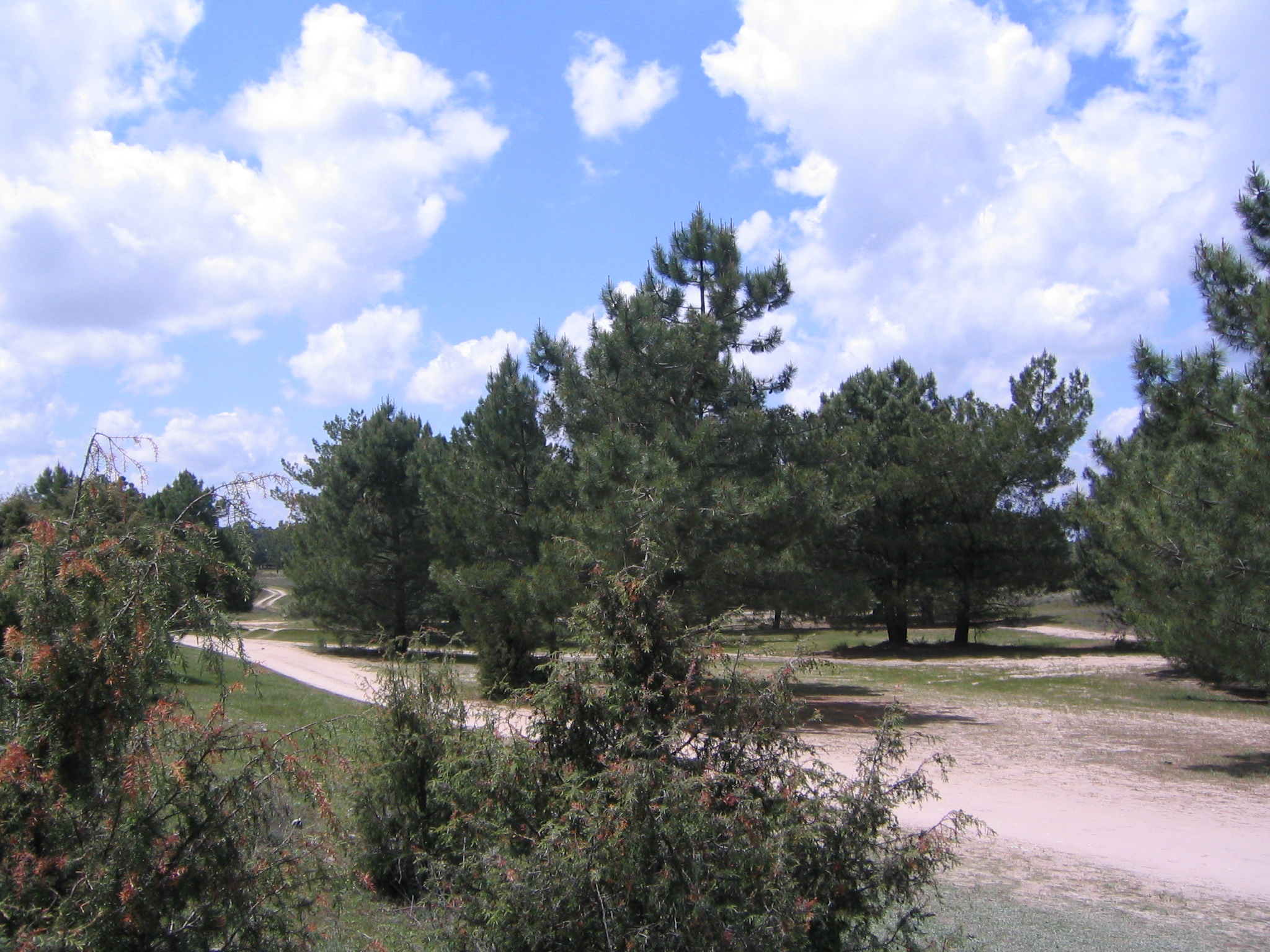
Pinar sobre arena

#### Los cortados o ecosistema rupícola
Las paredes verticales que conforman esta área de cortados y barrancos descienden desde la altura de los páramos hasta el fondo del cañón. Son una unidad de roquedos con muy poca tierra y con escasez de agua, lo que hace que unidos a la inaccesibilidad del mismo, este hábitat sea muy diferente a los otros dos debido a sus singularidades morfológicas. 
En los cortados abundan las oquedades, balmas, grietas y resaltes en los que se han establecido especies rupícolas (que se cría en las rocas) como los sedos o pampajaritos (sedum acre, s. dasyphyllum y s. sediforme), los ombligos de Venus, té de roca, espuelilla, perejil, campanuela y milamores. Cerca de los lugares de nidificación se dan especies nitrófilas (que crecen en sustratos ricos en nitrógeno) debido a los excrementos de las aves, como los zapatitos de la Virgen, el pumilo, la hiedra, el culantrillo de pozo y el asplenio, estos últimos buscando agua entre las grietas.
En las repisas y balmas, donde se conforma algo más de suelo, la vegetación es de mayor porte, proliferando arbustos y arbolillos como el guillomo, la cornicabra, el espino negro, la higuera y el mostajo, y allí donde puede crecer, la hierba cubre la roca.

#### El fondo del cañón o ecosistema de ribera
En el fondo del cañón, donde se dan unos suelos más evolucionados con gran disposición de agua y el resguardo que le prestan las paredes, se desarrolla un exuberante bosque de ribera o de galería compuesto por alisos, sauces, álamos, olmos, y fresnos, de forma natural hay que sumarle las especies introducidas por el hombre para su explotación, como los chopos de crecimiento rápido destinados al aprovechamiento maderero o los nogales y castaños. El sotobosque que acompaña a este tipo de bosque está compuesto por especies como el cornejo, saúco, zarzamora, rosal silvestre, endrino y majuelo.
Las diferentes especies se van distribuyendo en bandas dependiendo de las necesidades de humedad que precisen. En la zona más cercana al río se ubican las especies que requieren más agua, llegando incluso a estar en contacto con ella. En esta zona abundan juncos, eneas, carrizos y espadañas, siempre que haya luz suficiente. Más alejados se sitúan los sauces en sus dos formas, la arbórea y la arbustiva, y los alisos. La banda siguiente la ocupan chopos y álamos para que, seguidamente, primero entremezclados y luego ocupando los niveles superiores, se establezcan olmos y fresnos. Los arces, blanco y de Montpellier, así como diferentes especies de frutales asilvestrados (nogales, almendros, ciruelos, cerezos y avellanos) salpican todo el fondo del cañón. Se complementan estos bosques con el sotobosque indicado anteriormente.

### Fauna
Los diferentes hábitats existentes en el parque hacen que exista una gran riqueza de fauna. Las aves destacan sobre el resto de la fauna habiéndose censado 195 especies. La lista se completa con, al menos, otras 315 especies de fauna no ornitológica.
En el río son abundantes los barbos y las carpas que se encuentran en la zona del embalse, mientras que en la parte de río vivo (que no está represada) se pueden ver truchas comunes, bogas del Duero y bermejuelas, así como gobios. Hay una población de nutrias que se han ido reproduciendo bien, aumentando significativamente su censo. El cangrejo señal, especie introducida por el hombre, se ha adaptado bien a las condiciones del parque.
Entre los anfibios destacan las ranas comunes y ranitas de San Antonio, los sapos comunes, partero y corredor; entre los reptiles se encuentran la culebra viperina, la culebra de escalera y el lagarto ocelado y algunas otras especies de lagartijas. Hay diversas especies de mariposas, como el macaón. En la paramera abundan los saltamontes, y en el río los zapateros y libélulas.
En cuanto a los mamíferos, en el páramo hay numerosas liebres y algunos roedores; en los pinares hay corzos, jabalíes, zorros, ardillas, tejones, garduñas y comadrejas que por su gran movilidad pueden verse en los diferentes hábitats que hay en la zona protegida.
La colonia de aves es muy importante, con 195 especies entre nidificantes y migradoras, distribuyéndose por los diferentes hábitats que se dan en el parque: cortado, paramera y fondo del cañón.

#### Aves presentes en los cortados o ecosistema rupícola

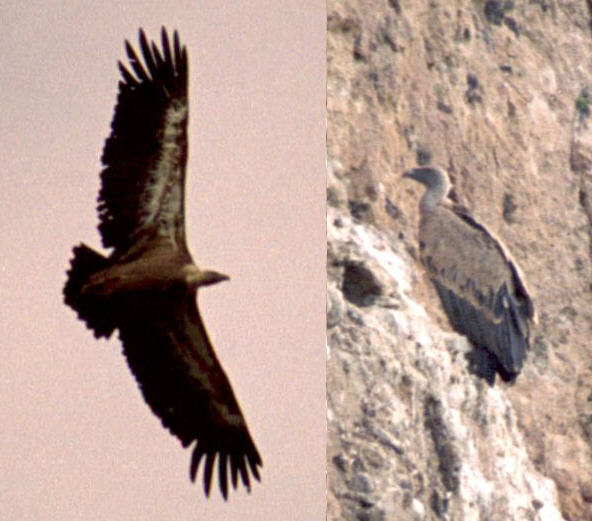
Buitre leonado (gyps fulvus)

Los cortados son utilizados por muchas especies de aves para nidificar. Son en su mayoría rapaces y destacan entre todas ellas, por su envergadura y número, los buitres leonados de los que en el año 2003 se habían censado 575 parejas, lo que hace del parque natural una de las mayores colonias reproductoras de toda Europa. Otras especies de rapaces que se destacan son el alimoche, el halcón peregrino, el cernícalo vulgar, el búho real, azor y el águila real, especie de la que se ha censado una pareja en 2007. Junto a las rapaces hay córvidos como la grajilla y la chova piquirroja y paseriformes como el avión roquero, el roquero rojo, el roquero solitario y el colirrojo tizón.

#### Aves presentes en la paramera
En los páramos que rodean el cañón, en su parte superior se observan aves esteparias, algunas de ellas como la alondra de Dupont en peligro de extinción. Entre estas aves están la perdiz roja, la cogujada común y montesina, la totovía y la alondra común. También se encuentran alcaudones y zorzales en aquellos lugares con más vegetación.
En los pinares del cuadrante suroeste hay aves rapaces forestales como el azor, el gavilán, el águila calzada, milanos, tanto negro como real, el autillo, el mochuelo, el cárabo y el búho chico, así como la paloma torcaz, la tórtola europea y el rabilargo.

#### Aves presentes en el fondo del cañón o ecosistema de ribera
La riqueza vegetal del bosque de galería proporciona una riqueza faunística relevante. Hay mirlos, pinzones, ruiseñores y petirrojos que se alimentan en el suelo y en los árboles. También se observan las currucas, pitos reales, agateadores comunes y trepadores azules que se alimentan sobre los troncos de los árboles, mientras que por las copas están los mitos, carboneros y herrerillos.
En el fondo del cañón hay otras aves como los jilgueros, los escribanos y las oropéndolas. Entre las que buscan su alimento en el agua se encuentran el martín pescador y el mirlo acuático, mientras que las que nidifican en los carrizos de la orilla son el carricero común, la lavandera blanca y cascadeña. En las aguas del embalse se ven, sobre todo en invierno, ánades reales, cercetas, cormoranes y garzas.

## Patrimonio cultural y etnográfico

### Ocupación humana
El espacio del parque de las Hoces del río Duratón ha sido ocupado por el hombre desde tiempos prehistóricos. Los hallazgos más antiguos son unas cerámicas neolíticas datadas en el año 3000 a. C. Los poblados conocidos pertenecen a la Edad del Cobre (2000 a. C.) mientras que las pinturas rupestres (del denominado arte esquemático) así como la gran mayoría de hallazgos son de la Edad del Bronce (de unos 1000 años a. C.). Es especialmente relevante el yacimiento de El Solapo del Águila, en el Corral de Muñecas, que tiene la mayor concentración de pinturas rupestres del parque. 

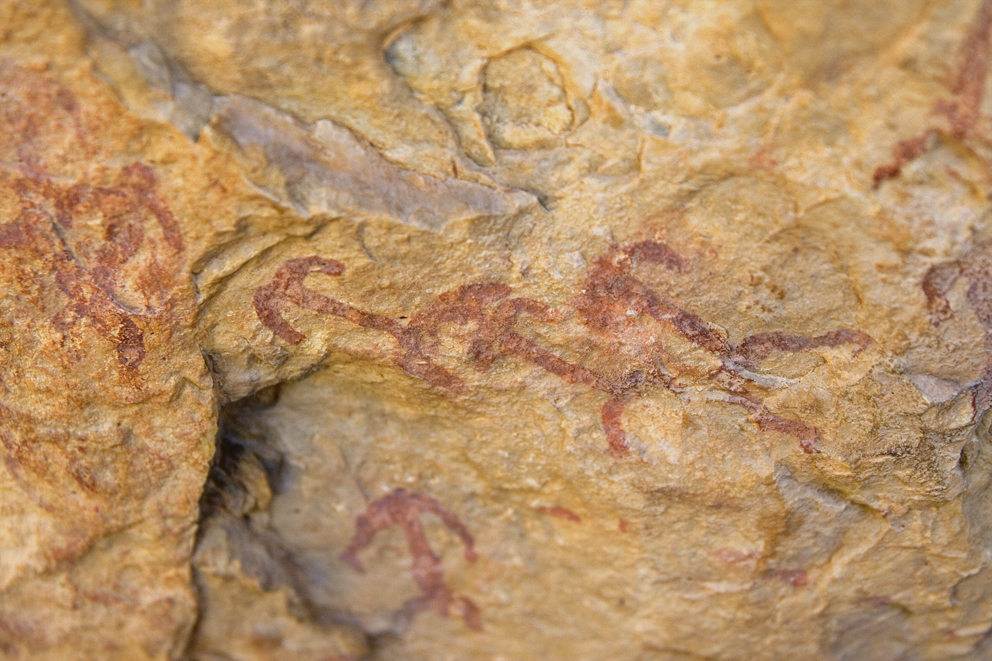
Pintura rupestre

La tribu celtíbera de los arévacos ocupó el lugar que luego fue conquistado por los romanos, de los cuales aún se pueden ver algunos restos de sus obras viales como la calzada en Sepúlveda, o los puentes de Picazos y Talcano. Los romanos dieron de la vecina localidad de Sepúlveda el estatus jurídico de municipio que tuvo una vida amplia y relacionada con el exterior.
Los visigodos ocuparon el lugar dejado por los romanos. A ellos se deben algunos santuarios que se encuentran esparcidos por toda el área del parque, relacionados con la tradición eremita que se mantuvo viva durante mucho tiempo en estas tierras. Muchas de las cuevas existentes en el cañón fueron convertidas en pequeñas ermitas. La más relevante es la cueva de los Siete Altares, considerada la primera iglesia de la provincia de Segovia. En esa tradición eremita tiene origen la devoción a San Frutos (patrón de Segovia cuya ermita y tumba se encuentran en el parque).
Los árabes no dejaron muchos vestigios de su larga presencia en el cañón, ya que ocuparon el lugar desde el siglo VIII al X. Se puede apreciar algún resto en las murallas de Sepúlveda. En el año 940 se le encargó a Fernán González, conde de Castilla, la repoblación de la villa de Sepúlveda que había quedado despoblada debido a las correrías de Alfonso I, aunque se sabe que existía una población campesina alrededor de la misma, es decir en tierras de los que hoy es el parque. Es esta repoblación la que estabilizó una zona cristiana más allá del río Duero. En el año 979, Almanzor intentó recuperar la villa sin éxito, objetivo que consiguió años más tarde, en 984 o en 986. En el año 1010 la villa pasó definitivamente a manos cristianas al ser tomada por Sancho García, nieto de Fernán González.
Ya en la repoblación efectuada por Fernán González se estableció el Fuero de Sepúlveda, que fue confirmado en diferentes ocasiones y codificado en el año 1300. En este fuero se define lo que se conoce como Comunidad de Villa y Tierra de Sepúlveda, en donde queda integrado el territorio que conforma el parque del Duratón. Sepúlveda y su zona de influencia vivió un periodo de esplendor llegando a ser aplicado su fuero a otras ciudades y villas como Zaragoza y Teruel y a muchas poblaciones de la Orden de Santiago.
El siglo XI dejó obras románicas como el priorato benedictino de San Frutos. Luego, ya en el siglo XIII se construyó el monasterio de Nuestra Señora de los Ángeles de la Hoz.
Durante la ocupación francesa y la Guerra de la Independencia el entorno del parque natural sufrió una gran actividad bélica. La villa de Sepúlveda fue asediada por las tropas napoleónicas que no lograron tomarla. Juan Martín Díez, el Empecinado, mantuvo su base en las cuevas del cañón.
En el año 1953 se construyó el embalse de Burgomillodo que inundó una superficie de 132 ha del fondo del cañón. La construcción de esta presa impidió el acceso a pie al monasterio de Nuestra Señora de la Hoz a la vez que permitió la creación de una serie de actividades turístico-deportivas en sus aguas.

### Monumentos
Dentro del parque natural hay varios monumentos de interés. Destacan la ermita de San Frutos, que se sitúa en un espolón rocoso sobre una de las hoces, y el monasterio de Nuestra Señora de los Ángeles en el fondo del cañón. También son relevantes las ruinas de la ermita visigótica de San Julián, excavada en la roca, y la cueva de los Siete Altares.
De alto interés etnológico son las construcciones tradicionales que se han venido realizando por todo el parque para los diferentes usos que el trabajo y la vida de sus habitantes han precisado. Son construcciones campestres como chozas de pastor y rediles para el ganado, refugios de los resineros que explotaban los pinos, palomares y muretes de separación entre huertas o molinos con sus presas, como la de la Molinilla y la de Chiquete. El patrimonio monumental de los pueblos que rodean el parque y en especial el de Sepúlveda es muy importante tanto en calidad como en cantidad.

#### Priorato de San Frutos

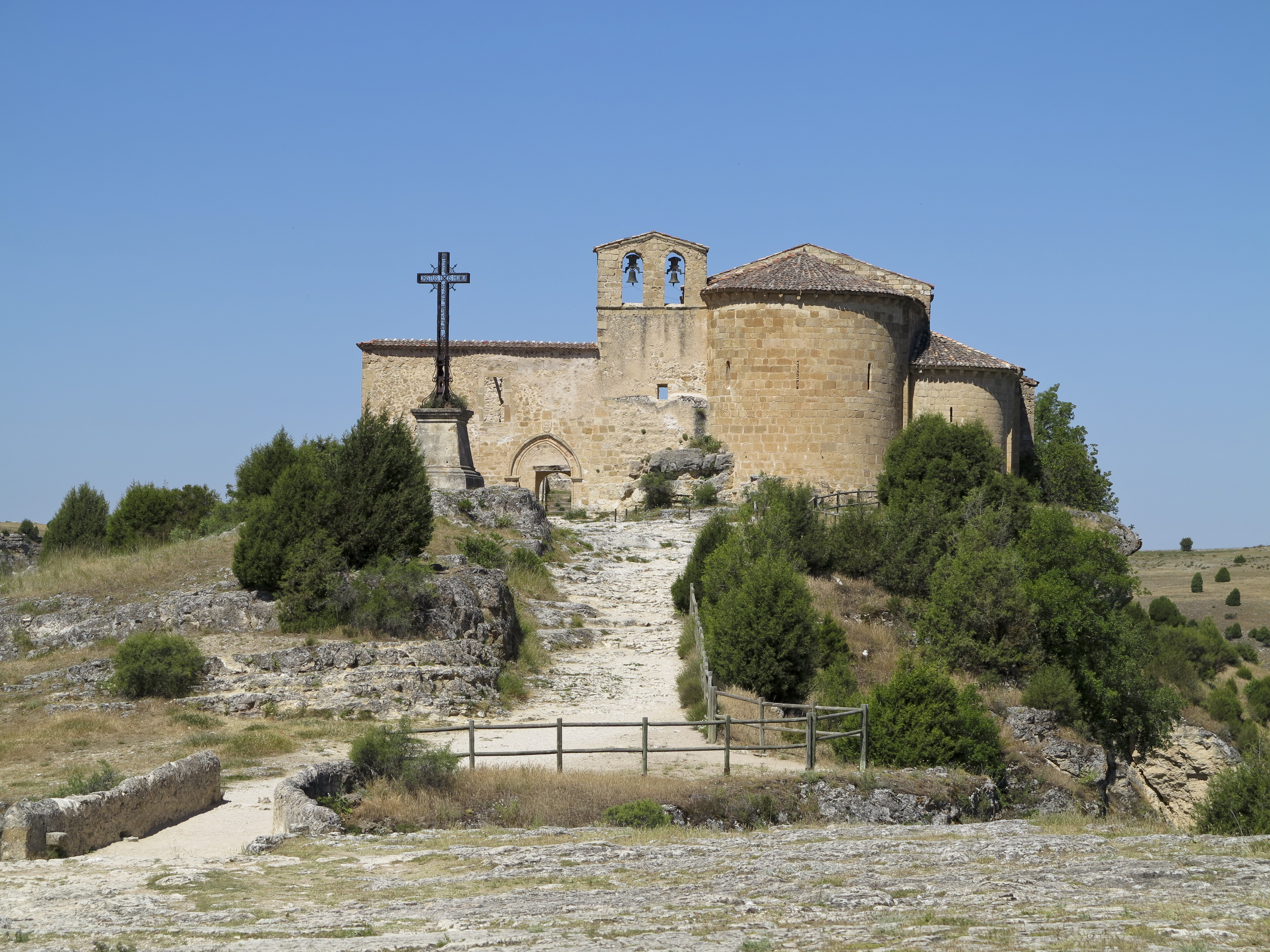
Ermita de San Frutos

En un balcón sobre el acantilado se ubica la ermita de San Frutos, en realidad Priorato de San Frutos, una construcción románica de siglo XII que se realizó sobre otra visigótica del siglo VII. La fundación se atribuye a San Frutos (642-715) y sus dos hermanos, San Valentín y Santa Engracia, que eligieron el lugar para dedicarse a la vida contemplativa. Posteriormente se completó el complejo con un monasterio y un cementerio.
Desde aquí se ofrece la vista más conocida de las hoces al ser uno de los lugares más atractivos del parque. A la derecha se llega a ver la presa de Burgomillodo que remansa el Duratón inundando parte de las hoces, y enfrente se observa la pared opuesta llena de buitreras, de donde proceden los buitres que sobrevuelan a los visitantes.
Se accede al complejo religioso mediante un pequeño puente de piedra construido en 1757 que salva una grieta, La Cuchillada, que según la tradición fue abierta por San Frutos con su bastón para detener a los sarracenos y proteger a los vecinos de Sepúlveda que pedían ayuda, siendo así que la grieta define el terreno sagrado que los infieles no debían pisar. Entre la grieta y la ermita están los restos de un monasterio benedictino. Un poco más adelante se encuentra la ermita y al pie de su ábside se conservan varias tumbas antropomórficas datadas en la Alta Edad Media y relacionadas con la reconquista de la zona por Fernán González en el siglo X y reutilizadas por los monjes del priorato. Entre el complejo religioso y el borde del acantilado se ubica un cementerio y a su lado, en una pequeña construcción, se encuentran las tumbas que la tradición adjudica al santo y sus dos hermanos, ahora vacías. Al lado izquierdo de La Cuchillada quedan los restos de una primitiva escalera tallada en la roca para bajar al fondo del cañón.
La iglesia se comenzó a construir en el año 1093 y fue consagrada en el año 1100 por el arzobispo de Toledo Bernardo de Sedirac. Se halla sobre restos de construcciones romanas. Su construcción está atribuida a un monje llamado Michel siendo el Abad Fortunio. Consta de una sola nave de 8 metros de ancho con dobles arquerías ciegas a sus lados que se levantan sobre pequeñas columnas y se cubre por una bóveda de cañón en tres tramos y arco de triunfo rebajado, al fondo de la nave esta el ábside. Su acceso se realiza a través de dos puertas, la del lado norte es la principal, la otra está tapiada. Está formada por tres arquivoltas y guardapolvo. Las arquivoltas apoyan en cimarios adornados con motivos vegetales y en piletas lisas. Todo el conjunto sobresale del plano de la fachada. Sobre él se abre una ventana que se forma con un arco de medio punto apoyado en columnillas con capiteles exentos de decoración. El arco tiene un guardapolvos ajedrezado y baquetón liso. Hay que destacar una colección de 14 capiteles con ornamentación vegetal y escenas mitológicas. Ha sufrido varias remodelaciones que han afectado al ábside además de dos añadidos laterales. Bajo el altar hay un sillar que recibe el nombre de Piedra del Santo; la tradición dice que si se dan tres vueltas (el paso es muy estrecho) se cura la hernia y con menos vueltas desaparecen los dolores.
El templo se reformó en el siglo XII con tres nuevos ábsides semicirculares, pero no fue hasta comienzos del siglo XVIII cuando se realizaron obras importantes en el interior de la iglesia. Se hizo un retablo nuevo para el altar de San Frutos y se trasladaron allí sus reliquias. Unos años más tarde se construyó la capilla nueva para el santo.
El 18 de junio de 1126 el rey Alfonso VII de León concedió fuero para poblar el monasterio de San Frutos y confirmó la anexión de este lugar al monasterio de Santo Domingo de Silos. La presencia de los monjes benedictinos se mantuvo hasta que se vieron obligados a abandonar las instalaciones debido a la desamortización de Mendizábal en 1834. El abandono y un incendio ocurrido en el siglo XIX acabaron llevando a la ruina al monumento. En junio de 1931 fue calificado como Monumento Nacional.
San Frutos es el patrón de la provincia de Segovia y el 25 de octubre se realiza la romería en su honor. En 1992 se creó la Hermandad de San Frutos del Duratón que se encarga de la conservación del lugar.
A la entrada del complejo hay una cruz de hierro sobre un pedestal de piedra en el que figuran las siete llaves de Sepúlveda. Esta cruz fue levantada en el año 1900 para conmemorar la gran peregrinación que se realizó ese año auspiciada por el obispo de Segovia Quesada. En estos lares el número siete tiene especial relevancia siendo una constante en la zona: los siete milagros de San Frutos, las siete puertas de Sepúlveda y la cueva de los Siete Altares.
Tan conocido como el milagro de La cuchillada es el de La mujer despeñada. La leyenda cuenta que en 1225 un marido celoso empujó a su mujer, en la creencia que esta le engañaba, al precipicio. La mujer fue salvada de la muerte por San Frutos, ya que era inocente, y en agradecimiento donó todos sus bienes al priorato. En uno de los muros del templo se puede leer la siguiente inscripción: «Aquí yace sepultada una muger de su marido despeñada y no morió i hizo a esta casa lymosna de sus bienes».

#### Cueva de los Siete Altares

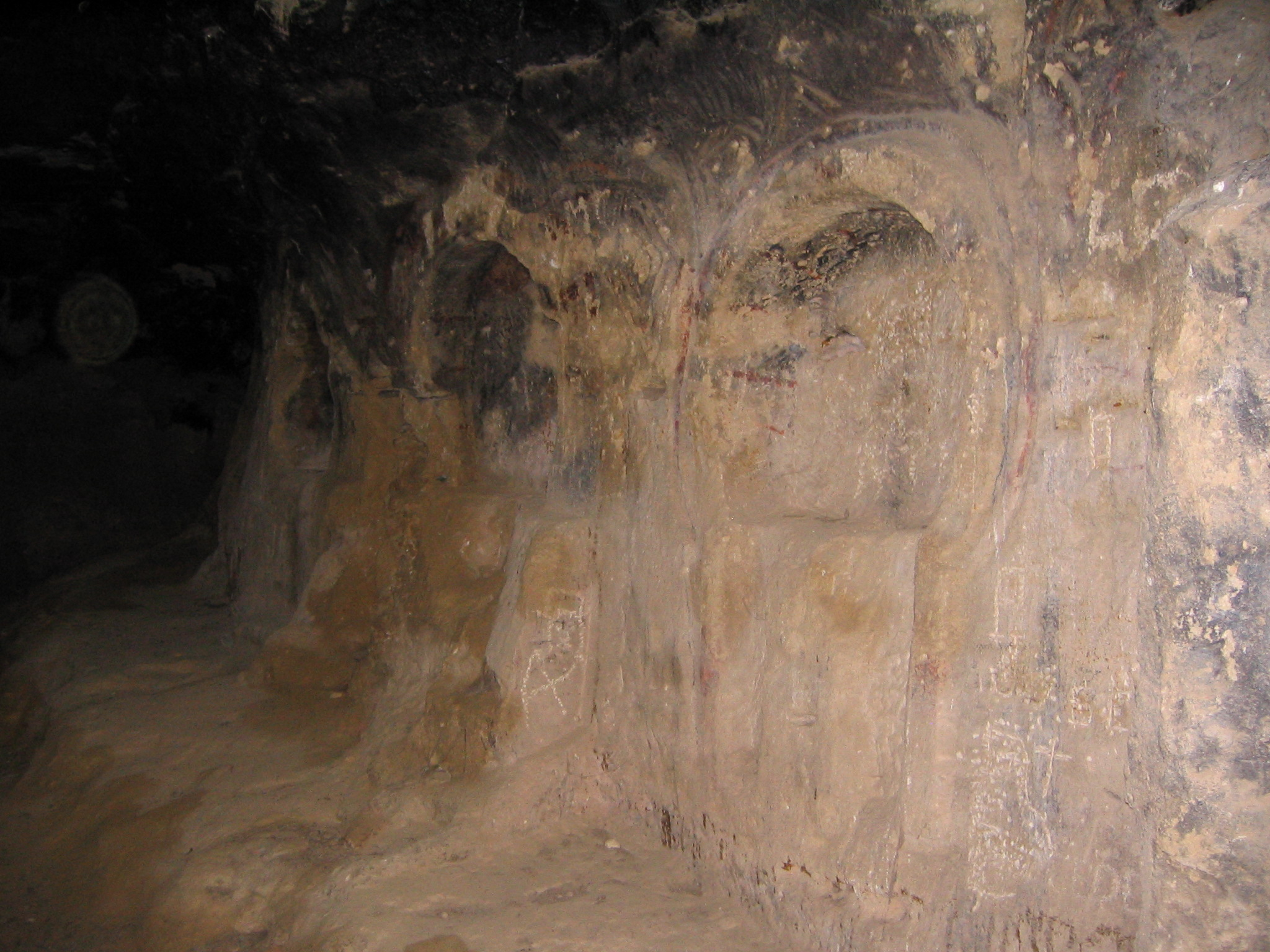
Cueva de los Siete Altares

La cueva de los Siete Altares es una cueva natural en cuyo interior se encuentra un monumento religioso visigodo del siglo VII. Se estima que es el templo cristiano más antiguo de la provincia de Segovia. Está situada en la margen derecha, cerca del puente de Villaseca, a unos 100 m río arriba elevada unos 10 m del fondo del cañón (actualmente se sube por unas escaleras). Una verja resguarda la entrada (la llave se guarda en el cercano pueblo de Villaseca).
Es la iglesia rupestre más importante de las que se han hallado en el entorno del parque. Se trata de una cueva natural modificada por el hombre para dedicarla al culto. El santuario consta de dos partes, una exterior y otra interior. La exterior fue excavada en la roca y completada por una pared piedra y una cubierta de madera; en ella se ha encontrado un altar rectangular coronado por un arco de medio punto tallado en la pared. La interior, dentro de la cavidad, tiene en su pared derecha tres hornacinas talladas en la misma que conforman un altar. Estas hornacinas están cubiertas con arcos de herradura, la central carece de decoración mientras que las laterales tienen molduras policromadas en rojo y negro. El altar derecho conserva una abundante ornamentación basada en figuras geométricas donde abundan los motivos romboidales. Frente a la hornacina central se ubicó una mesa. En el suelo de la cueva hay una fosa que debió de servir como sepultura a los monjes que cuidaban el lugar. En unas excavaciones realizadas a principios del siglo XX se hallaron unas hachas pulimentadas y restos de cerámica que fueron datadas en el neolítico.
El origen de este lugar de culto, así como los otros localizados en todo el parque, se remonta a la conversión al catolicismo del rey Recaredo en el año 586 y a la extensión de la vida eremítica.

#### Monasterio de Nuestra Señora de los Ángeles de la Hoz

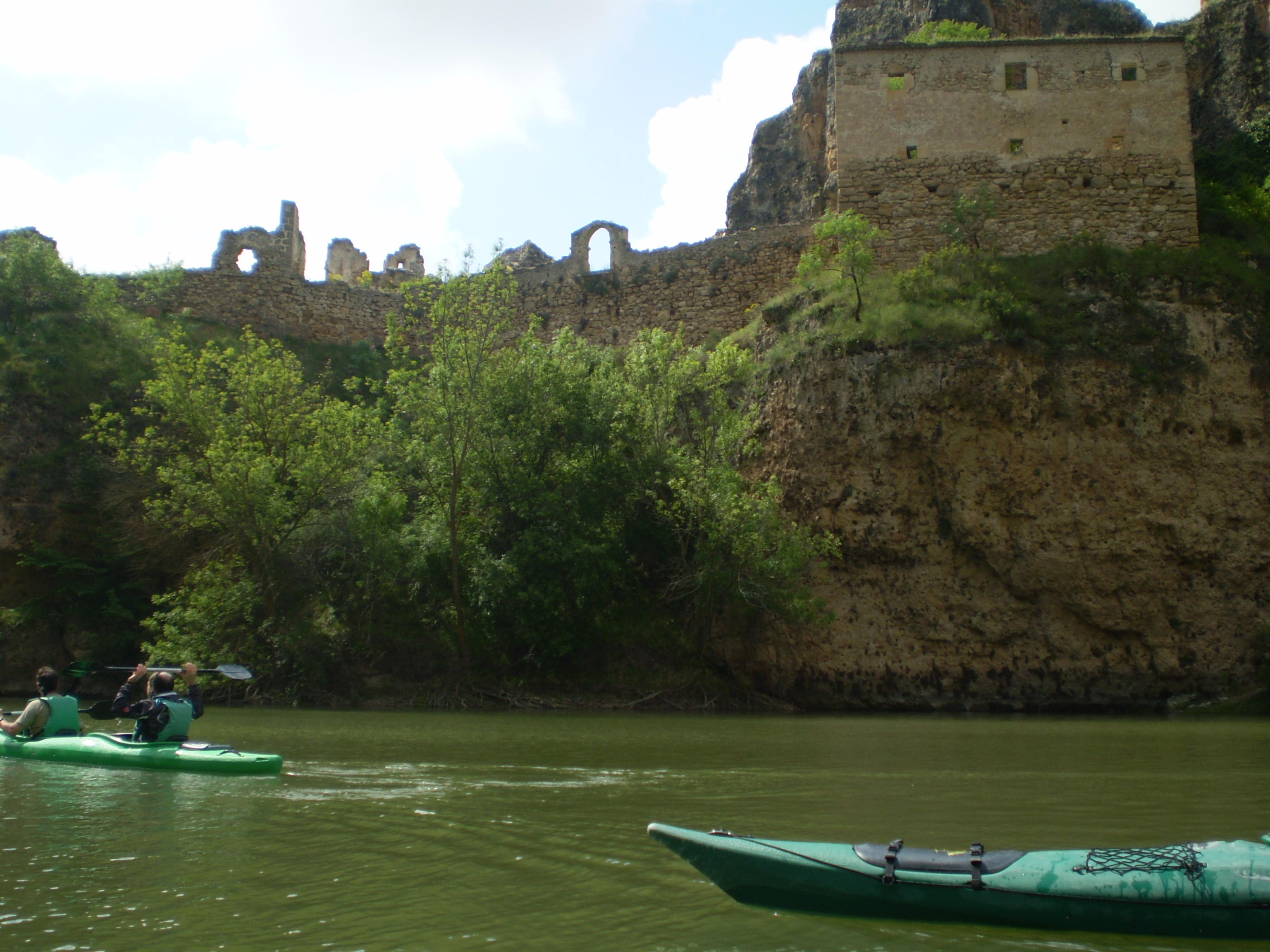
Monasterio de Nuestra Señora de los Ángeles de la Hoz

El monasterio de Nuestra Señora de los Ángeles de la Hoz se ubica en una pequeña lengua de tierra en el fondo del meandro de Los Ángeles. En la actualidad sólo se puede acceder a él mediante embarcación ya que el embalse producido por la presa de Burgomillo ha inundado los accesos terrestres. 

El monasterio data de 1231 y fue fundado por los franciscanos sobre otro anterior de origen benedictino que probablemente ocupaba el lugar de algún ermitorio anterior. La tradición cuenta que el origen está en la aparición de la Virgen María a un pastor que se llamaba Pedro, aunque se estima que fue hallada por el mismo. Se cree que la imagen fue ocultada por San Frutos en el año 711 para evitar que cayera en manos musulmanas. Cuando la encontró el pastor, esta fue devuelta a su lugar. Con la desamortización la imagen pasó a la iglesia de San Justo en Sepúlveda y luego fue recogida por la familia Lara, descendiente de los patronos del monasterio, los Proaño. 

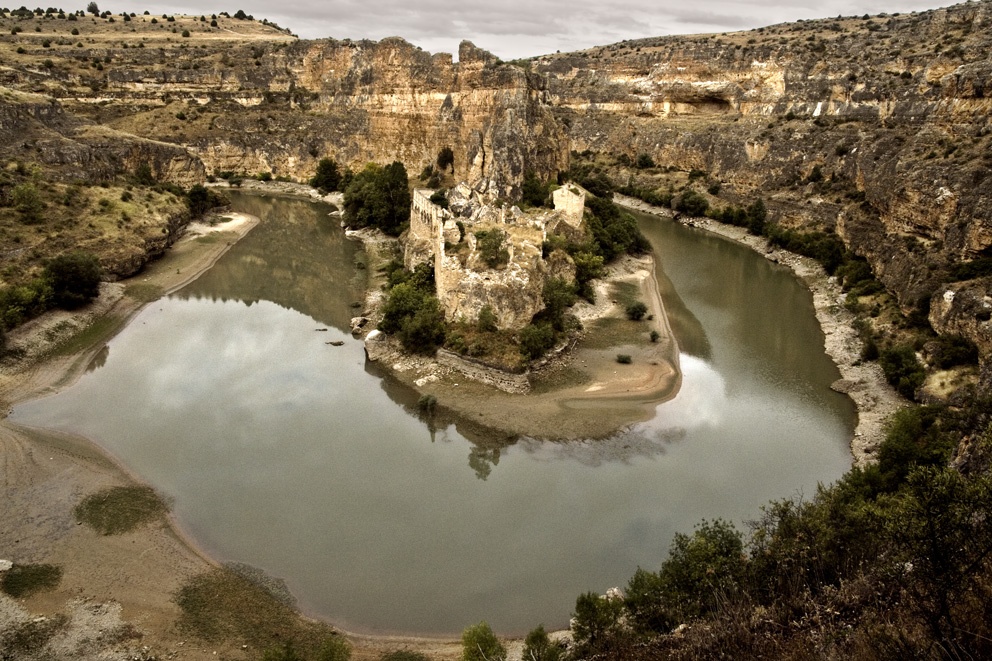
Convento de la Hoz

El 7 de septiembre de 1492, en el transcurso de una tormenta, se derrumbó el monasterio pero se salvó la iglesia (donde estaba rezando la comunidad). La reina Isabel la Católica encargó las obras de reconstrucción que terminó Felipe II, quien también añadió la hostelería y una plazuela, como reza la inscripción que se halla en uno de los muros. 
Isabel la Católica era ferviente devota de la Virgen de la Hoz y visitó en varias ocasiones el monasterio en donde llegaría a tener alojamiento propio. Felipe II lo visitó en 1565. Con la desamortización de Mendizábal en 1835 se abandonó el monasterio definitivamente. En Sebúlcor, municipio al cual pertenece, se ha creado la Asociación de Amigos del Convento de la Hoz que se encarga de mantener viva la tradición del mismo. El monasterio de Nuestra Señora de los Ángeles de la Hoz está en vías de ser declarado de Bien de Interés Cultural.

## El parque
La ley de declaración del parque de las Hoces del Río Duratón establece que es la Consejería de Medio Ambiente y Ordenación del Territorio de Castilla y León quien gestiona y administra el parque natural. Colabora con la Consejería la Junta Rectora constituida, entre otros, por representantes de todos los municipios afectados.
El establecimiento como parque natural, cuyo objetivo es la protección de los diferentes valores naturales que existen en el área protegida, obliga a la prohibición de una serie de actividades y usos. Las tareas tradicionales de aprovechamiento agrícola-ganadero están permitidas, pero cualquier otra actividad debe ser autorizada por la Junta Rectora y la Consejería de Medio Ambiente y Ordenación del Territorio. 
Dentro del área protegida queda prohibido: hacer fuego fuera de los sitios destinados al mismo, la acampada libre, los vertidos de cualquier tipo, cualquier excavación, actividad extractiva o movimiento de tierra, el establecimiento de cualquier instalación eléctrica o de telecomunicaciones, así como la apertura de caminos (para su construcción tiene que haber autorización de la Junta Rectora y la Consejería), colocación de vallas y publicidad, la caza y la navegación a motor con finalidad recreativa o industrial.
Los medios para poder hacer posible la consecución de los objetivos perseguidos con la creación el parque son puestos por el Gobierno de la comunidad autónoma de Castilla y León. Está abierta la colaboración de otras entidades públicas y privadas que puedan tener interés de coadyuvar a la gestión del parque.
El parque fue clasificado como Zona de Especial Protección para las Aves (ZEPA) e integrado en la Red Natura 2000 en abril de 1991 con el Código:ES0000115. En 1998 se declaró Lugar de Importancia Comunitaria (LIC).

### Junta Rectora
La Junta Rectora está destinada a colaborar con la Consejería de Medio Ambiente y Ordenación del Territorio de la Junta de Castilla y León en la gestión y administración del parque. En su composición, que está regulada por el correspondiente reglamento, participan representantes de todos los municipios del entorno del parque natural. Las funciones de la junta son: velar por los valores del área protegida, realizar todas las gestiones que crea convenientes destinadas a la conservación y mejora del parque y estar informada y conocer el Plan Rector y los Programas de Gestión del Parque.

### Gestión y administración
La administración del parque recae en el director conservador que es nombrado por la Consejería de Medio Ambiente y debe tener conocimientos y capacidad para la gestión de espacios naturales. La gestión se realiza mediante las figuras del Plan Rector de Uso y Gestión que es el que determina directrices generales de ordenación y uso en cada una de las áreas así como las actuaciones a seguir encaminadas a la protección, estudio y disfrute de los valores del parque.
El Plan Rector lo elabora la Consejería de Medio Ambiente y lo aprueba la Junta de Consejeros mediante decreto después de que haya sido sometido a información pública y la Junta Rectora haya emitido un informe. El desarrollo del Plan Rector se realiza mediante programas de gestión que deben tener un periodo de vigencia inferior a 3 años concretando en el tiempo y el espacio las actuaciones previstas.

#### Proyecto LIFE
En 1992 la Unión Europea creó el instrumento financiero destinado a la protección medioambiental y al desarrollo sostenible. Ese proyecto se denominó Proyecto LIFE (VIDA en inglés) y tiene varios ámbitos de actuación. En el año 2004 el parque natural de las Hoces del Río Duratón fue incluido en el Proyecto Life Conservación y Manejo.
Los objetivos perseguidos por el Proyecto LIFE han sido la restauración de hábitats degradados y la conservación de las zonas relevantes en la reproducción de especies de interés de la Comunidad Europea. Esta experiencia tiene la intención de contribuir al desarrollo de un modelo de gestión para la Red Natura 2000. Debe conseguirse un instrumento de manejo que posibilite una gestión sostenible del parque. El Proyecto Life-Natura es promovido por la Consejería de Medio Ambiente de la Junta de Castilla y León y financiado a partes iguales entre la Junta y la Unión Europea.

### Actuaciones dentro del Proyecto LIFE

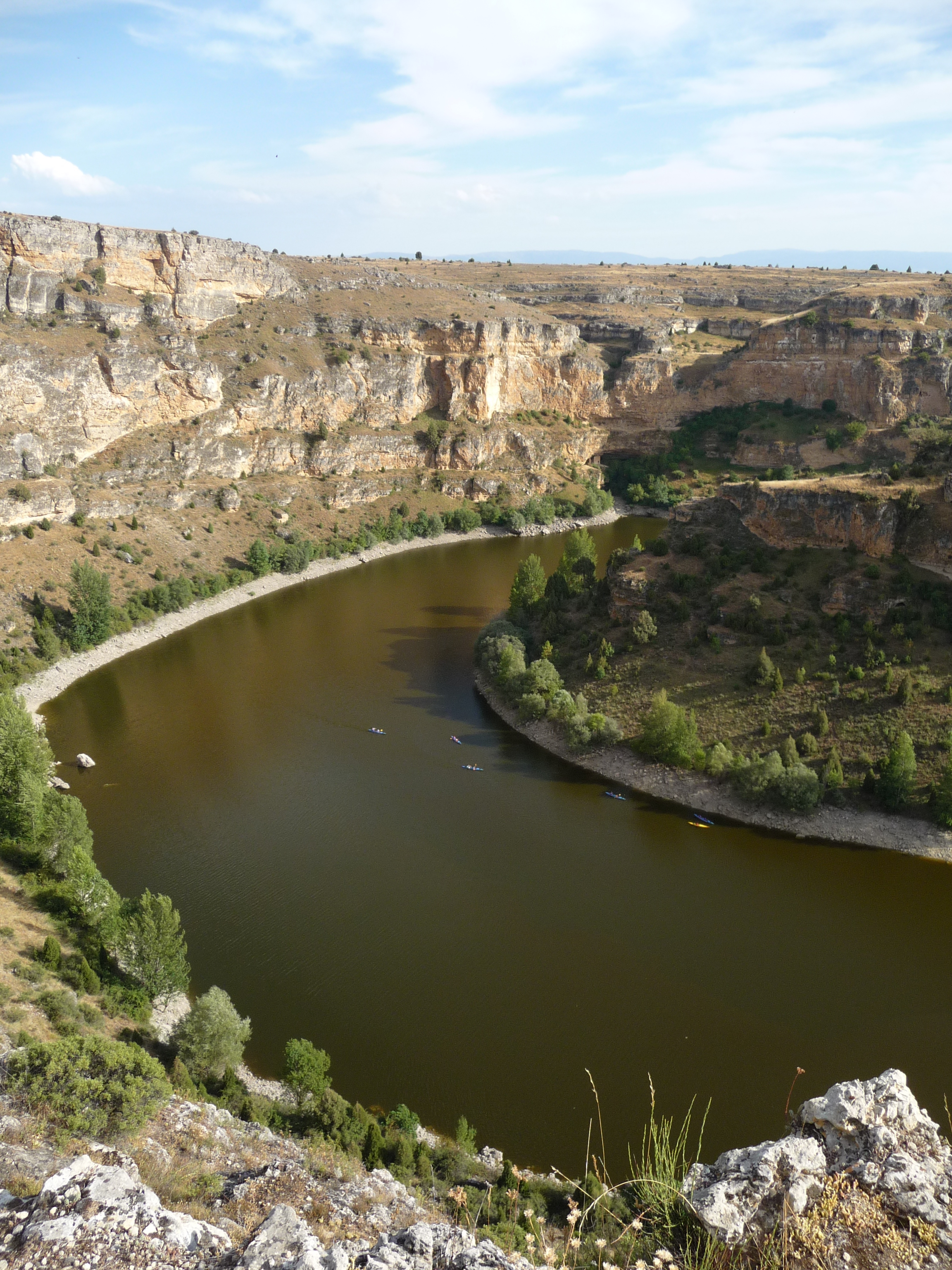
Fondo del cañón del río Duratón

La gestión dentro del Proyecto LIFE obliga a la definición de los problemas existentes dentro de los diferentes hábitats que se dan en el área protegida así como la determinación de las especies afectadas. Una vez definidos los problemas y amenazas se deben desarrollar las acciones destinadas a solventarlas así como la forma de medir los resultados obtenidos por estas acciones para su evaluación y, si es preciso, corrección.
En el análisis realizado para la detección de problemas y amenazas se lograron determinar las siguientes:
- Fragmentación de la titularidad de los terrenos que componen el área protegida.

El 60 % de la superficie del parque pertenece a propietarios particulares mientras que sólo el 40 % es de propiedad pública, lo que dificulta la gestión del mismo. Se persigue el aumento en 64 hectáreas de titularidad pública para una mejor gestión del parque.
- Desaparición del bosque aluvial residual (alnion glutinoso-incanae).

La plantación de chopos destinados a la explotación forestal ha llevado a una degradación del bosque fluvial compuesto de alisos (alnus glutinosa) y sauces (salix alba). Se esperan recuperar 4 hectáreas de este tipo de bosque que está considerado, por ley, como hábitat de interés prioritario.
- Erosión de las laderas y parameras.

La exposición a la erosión en las zonas de barrancos, laderas y escapes, que tienen pendientes superiores al 30 % con muy escasa vegetación y con zonas muy pisadas por el ganado son un grave problema. Se espera controlar la erosión en una superficie de 9 hectáreas recuperando la vegetación en estos lugares, la cual está constituida por bosques abiertos de enebral-sabinar (juniperus thurifera, juniperus oxycedrus y juniperus communis).
- Roturación del matorral.

La roturación de los terrenos de la paramera reducen el hábitat de la alondra ricotí, que está muy degradado y acotado a nivel general (existen unas pocas zonas del norte de África y España). El parque natural de las Hoces del Río Duratón es uno de los lugares más relevantes. Se intenta conseguir la recuperación de 41 hectáreas del hábitat de esta especie de ave.
- Invasión del hábitat de la nutria (lutra lutra) por el visón americano (mustela vison).

La invasión de los hábitats de la nutria por el visón americano procedente de granjas dedicadas a la producción de piel para la industria peletera supone una amenaza para las nutrias que encuentran una competencia extraña en su medio natural. Se pretende la supresión o reducción de la población del visón americano en el área protegida.
- Actuación sobre la degradación en la lámina de agua río Duratón.

La alteración de la vida natural que se produce por el uso público del parque, con un alto número de visitantes anuales, produce una serie de problemas que se intentan solventar. Estos son: la recuperación de pollos caídos al cauce desde los cantiles y su posterior cuidado hasta su desarrollo como adultos; el fomento de la concienciación conservacionista entre los usuarios del río para su identificación con el parque; y la obtención de información sobre las especies más relevantes de la avifauna del parque para la identificación de posibles amenazas y la difusión de los valores naturales y regulación del uso público y recreativo del parque.

#### Actuaciones concretas
Las anteriores amenazas y problemas detectados dan lugar a actuaciones concretas para cubrir los objetivos propuestos. Las acciones están compuestas por proyectos que buscan cumplir los objetivos marcados dentro de unas actuaciones determinadas. En noviembre de 2006 se completaron los dos primeros proyectos pertenecientes a la Acción A. 
Se han diseñado hasta 6 acciones diferentes que se nominan con letras, desde la A a la F, y cada una de ellas está conformada por varios proyectos, entre 2 y 3, que definen qué pasos hay que seguir y cómo se deben realizar para lograr solventar los problemas definidos dentro de los diferentes hábitats.

## Usos
Uno de los objetivos del parque natural de las Hoces del Río Duratón es la difusión de los valores naturales que posee. Para ello el parque está abierto a las visitas y posee un centro de interpretación. Hay una serie de medidas preventivas encaminadas a la conservación del medio natural y a preservar la alta calidad biológica. 
La época más delicada es la de cría de las aves. Este período se extiende desde el 1 de enero hasta el 31 de julio y conlleva las limitaciones de actividades en las zonas de reserva. Queda limitado el tránsito por estas zonas siendo preciso obtener un permiso para ello (se gestiona en la Casa del Parque) y no permiten grupos mayores de 5 personas.

### Turismo
El parque natural de las Hoces del Río Duratón tiene una gran importancia turística. En el año 2002 recibió cerca de 400 000 visitas de las cuales 53 125 pasaron por el centro de interpretación. Estacionalmente estas visitas se producen en los meses estivales y en Semana Santa destacando el Viernes Santo. Se completa el panorama de utilización turística del parque con más de 6000 permisos para el senderismo y 1800 para la pesca en este espacio natural.
En los municipios de alrededor del parque hay diversas áreas recreativas y de esparcimiento equipadas. El punto del puente de Villaseca es un lugar de visita donde existe un aparcamiento y un centro de información (solo abierto en verano). Hay alguna infraestructura hostelera y desde él parte la senda de la Molinilla.
En las áreas de Puente Grande (carretera SG-232, Sepúlveda), Molino de Talcano (pista cerca de SG-232, Sepúlveda) y ermita de San Frutos (final pista de tierra, Villaseca) hay aparcamientos.

### Centro de interpretación, la Casa del Parque

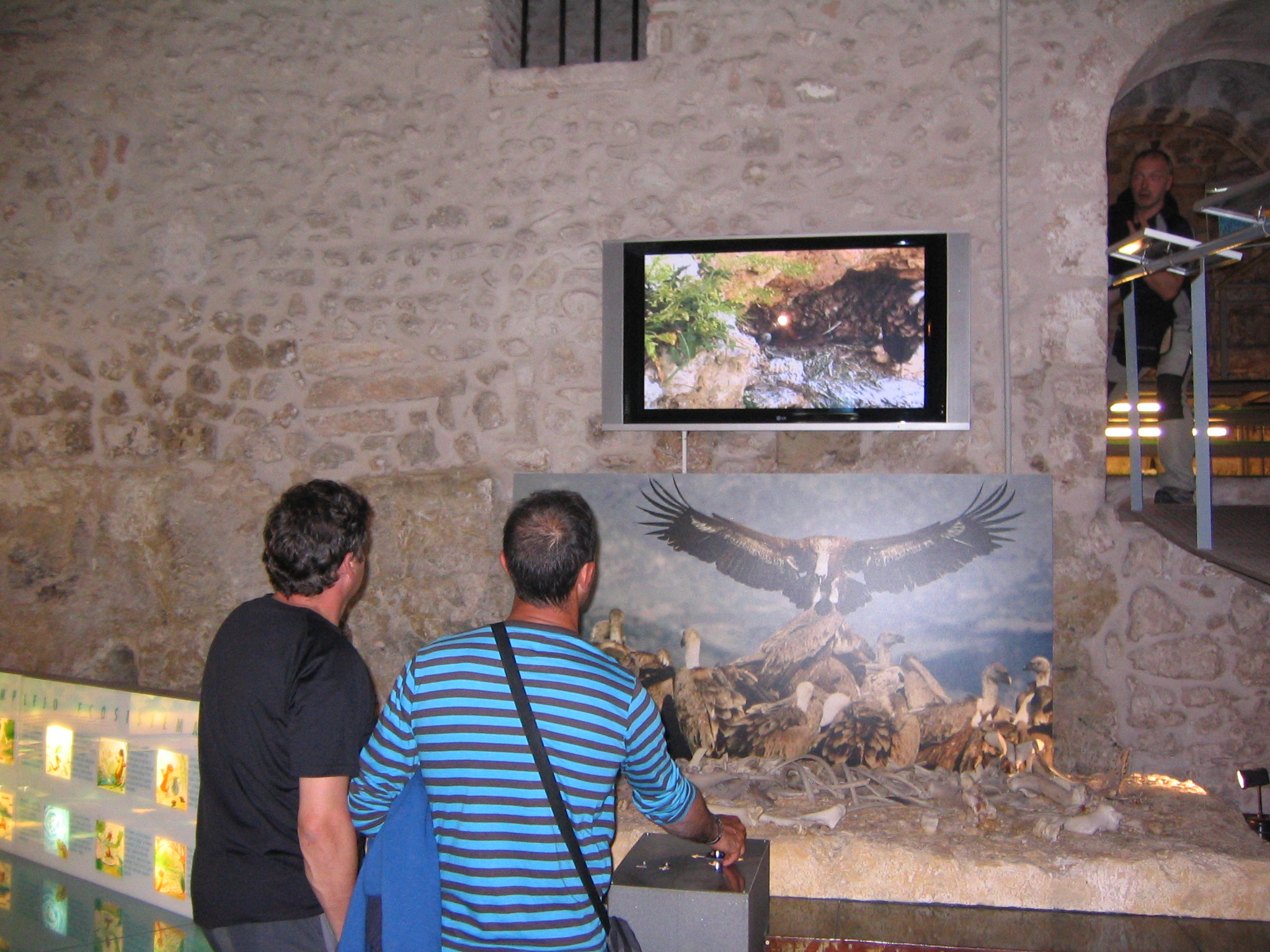
Centro de interpretación. Cámara que muestra un nido de buitre

El centro de interpretación del parque natural de las Hoces del Río Duratón se encuentra en Sepúlveda. Se ubica en la antigua iglesia de Santiago, en ruinas desde 1930, que se restauró y adecuó para este fin en 1994. Consta de una sala de audiovisuales y una exposición que permite obtener una idea íntegra del espacio natural protegido. Cuenta con un servicio de información y es donde se solicitan los permisos pertinentes para circular por algunas rutas del parque de la zona de reserva.

### Senderismo
Están determinadas varias sendas que permiten realizar recorridos por diversas áreas del parque en los cuales se pueden apreciar los valores naturales que se preservan. Las sendas son:
Senda de los Dos Ríos o de ICONA
Es una senda circular que realiza un recorrido que permite ver el cañón del Duratón y buena parte del patrimonio de Sepúlveda. Es la principal de un conjunto de sendas que permiten apreciar el entorno de esa ciudad, llamado Sendas del entorno de Sepúlveda (hay una senda apta para discapacitados). Tiene una dificultad calificada como de fácil-media, y el tiempo de recorrido está estimado en 1:30 horas.
Senda del puente de Talcano al puente de Villaseca
Esta senda, que transita por el borde del río, permite realizar un recorrido por la mitad oriental del cañón en el que se aprecia el paisaje, la fauna y la flora. Dada su ubicación dentro del área de especial protección se precisa un permiso para transitar por ella desde el 1 de enero al 31 de julio. Tiene una dificultad calificada como de fácil-media, y el tiempo de recorrido de ida está estimado en 3 horas a pie. Se puede realizar también en bicicleta.
Senda de la Molinilla

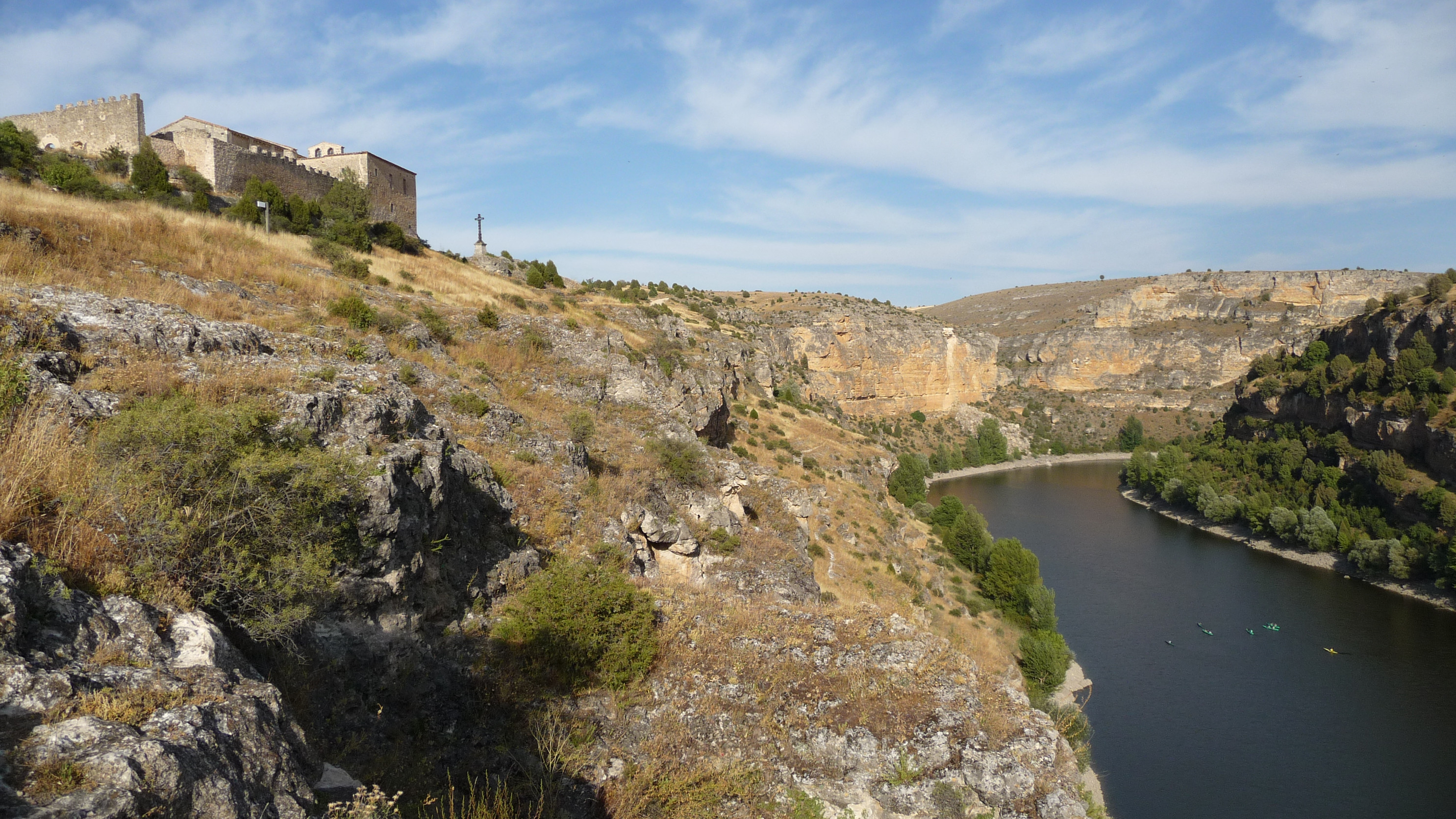
Hoz y ermita de San Frutos

Esta senda se adentra en el bosque de ribera por la orilla del río partiendo del puente de Villaseca por la orilla derecha. Su dificultad está calificada como de muy fácil, y se estima un tiempo de recorrido medio de 45 minutos entre ida y vuelta. Permite un contacto inicial con los valores naturales del parque; ya desde el comienzo de esta senda se pueden ver algunos ejemplares de sabina y enebro, típicos de la paramera, para pasar al bosque de ribera donde se observan sauces, chopos, álamos y alisos. El inicio de la ruta se realiza en una parte abierta del cañón, poco a poco van apareciendo las paredes en las cuales se avistan las buitreras delatadas por el blanco de los excrementos acumulados. Junto a los buitres se pueden observar otras aves y distintos animales. A lo largo del recorrido de la ruta se visitan tres cuevas, la del Cura, la cueva del Santero y la de Cuarcimalo o la de la Parra, que han venido siendo utilizadas para guarecer los rebaños. El recorrido finaliza en la presa de la Molinilla.
Camino a San Frutos
Sin duda alguna, este es uno de los lugares más atractivos del parque. Parte del aparcamiento del área de San Frutos y llega al ermitorio. Se recorre en escasos 15 minutos, solo ida, y está catalogada como fácil. Al aparcamiento se llega desde Villaseca por un camino de tierra.
Senda del Arroyo de las Fuentes
Esta senda en terrenos de Sebúlcor llega a la presa de La Molinilla por la orilla izquierda del Duratón. A través de esta senda se va a orillas del pequeño arroyo de Charco Redondo pasando por medio de un pinar de pinos resineros en los que quedan restos de este aprovechamiento. En el mirador de la Encina se puede apreciar una magnífica vista del pinar, que está instalado sobre arena, formando dunas inmovilizadas por las raíces de estos árboles.
Senda de la Vega
Sendero que linda con el límite noroeste del parque natural de las Hoces del Río Duratón. Tiene una dificultad calificada como baja, y tiene una duración estimada de 4 horas a pie ida y vuelta. Discurre paralelo al río Duratón, entre la presa de Burgomillodo y el Área Recreativa de Carrascal del Río. Durante la misma se puede observar una gran variedad de flora y fauna asociada al bosque de ribera y al pinar que se asienta sobre suelos arenosos. 

#### Miradores
Hay diferentes puntos que son de especial importancia porque permiten apreciar vistas del parque o de alguno de sus elementos más relevantes. El mirador más destacado de todos es el de la ermita de San Frutos, situado en el borde de uno de los meandros más cerrados y su camino de acceso. Además, están los siguientes:
- Mirador de la Virgen de la Peña, en Sepúlveda, junto a la iglesia de la Virgen de la Peña, con paneles informativos.
- Mirador del Meandro abandonado, en la carretera al Villar de Sobrepeña.
- Mirador del Postigo de la Perejilera, cerca de la villa de Sepúlveda.
- Mirador del Portillo, con vistas al Monasterio de Nuestra Señora de los Ángeles de la Hoz.
- Mirador del Paso de la Glorieta, cerca de Sepúlveda.